# Chinaman’s Chance: America’s Other Slaves
Chinaman’s Chance: America’s Other Slaves es una película estadounidense de acción, aventura y drama de 2008, dirigida por Geqi Li y Aki Aleong, escrita por este último junto a James Taku Leung, Tiago Mesquita y Michael Moran, musicalizada por Perris Alexander, Greg Kellogg y Longan So, en la fotografía estuvieron Tiago Mesquita y Ruben Russ, los protagonistas son Reggie Lee, Timothy Bottoms y Jason Connery, entre otros. El filme fue realizado por ACE Studios, Crafted Films, Fellows Media Entertainment y Mustard Seed Media Group; se estrenó el 16 de abril de 2008.

## Sinopsis
Corre el año 1870 en Estados Unidos. Un inmigrante chino es culpado erróneamente de matar a una mujer blanca, es perseguido con furia; tendrá que probar que él no fue, en un período en que la gente de color no poseían derechos legales y podían ser comerciadas para conseguir ganancias.